# Lucjan Wędrychowski
Lucjan Wędrychowski (ur. 1854 w Maciejowicach, zm. 31 marca 1934 w Krakowie) – polski malarz.

## Życiorys

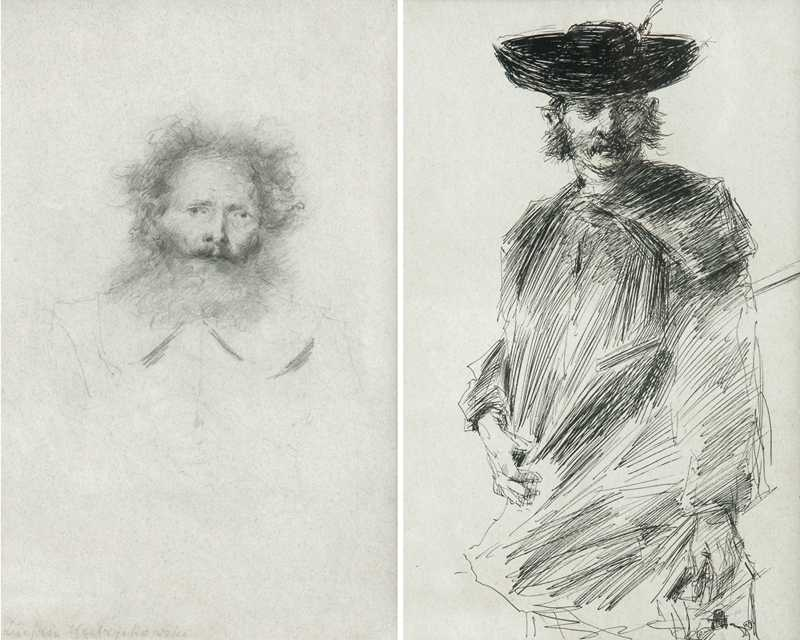
Rysunki Lucjana Wędrychowskiego, ołówek i tusz na papierze

W latach 1879–1880 uczył się pod kierunkiem Izydora Jabłońskiego i Feliksa Szynalewskiego w krakowskiej Szkole Sztuk Pięknych. Przez następnie 6 lat (1881–1887) studiował w Akademii Sztuk Pięknych w Monachium u Alexandra Strähubera i Sandora Wagnera (Antikenklasse: od 11 X 1881 r.). Od 1887 roku uczył się ponownie w Krakowie u Jana Matejki. W 1900 roku wyjechał do Austro-Węgier, do Nižnej Olšavy, kilka lat przed śmiercią wrócił do Krakowa.
W 1898 roku ożenił się z Heleną Gruszczyńską. Miał córkę Janinę Byszewską. Pochowany na cmentarzu Rakowickim w Krakowie.

## Wybrane dzieła

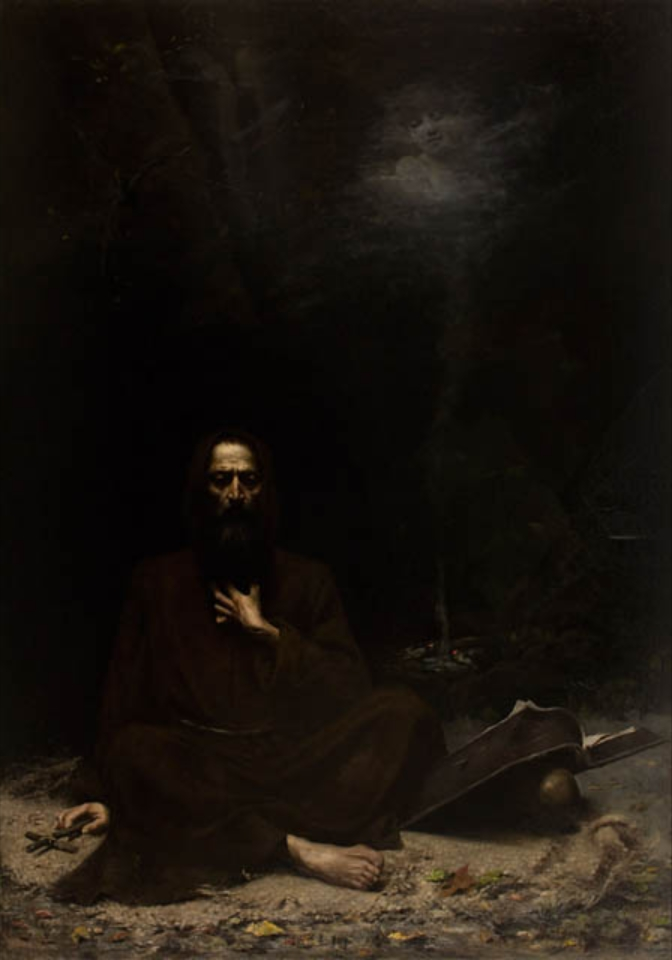
Lucjan Wędrychowski, Kuszenie św. Antoniego, 1886

- Kuszenie św. Antoniego, 1886, olej na płótnie, 235 x 165 cm, Galeria Sztuki Polskiej XIX wieku w Sukiennicach, Kraków[6]
- Św. Franciszek w więzieniu[4]
- Studium głowy[4]
- Na zesłaniu, olej na płótnie, 108 x 238 cm, Muzeum Śląska Opolskiego, Opole[2]
- Znachor, 1895, olej na płótnie, 112 x 160,5 cm, Muzeum Narodowe w Krakowie[2]
- Audiencja polskiego posła u sułtana, olej na płótnie, 66 x 85 cm, Akademia Sztuk Pięknych w Krakowie[7]